# Músculo estapédio
O músculo estapédio, também conhecido como músculo do estribo, é o menor músculo estriado do corpo humano. Localizado no ouvido médio, permite limitar as vibrações do estribo e, por isso, tem um importante papel na audição.
Podem ocorrer cãimbras quando o suprimento sanguíneo de um músculo é deficiente ou devido ao acúmulo de produtos da respiração celular, acontecendo com frequência em competições esportivas. Há outros tipos que surgem em certas infecções, como o tétano, também em distúrbios de concentração de cálcio no sangue. A lesão do VII par craniano pode determinar hiperacusia ou fonofobia devido à paresia do estapédio.